# HLAS (politické hnutí)
Hlas (registrováno jako HLAS; zkratka Hlas) je české politické hnutí, založené dne 22. února 2019 Pavlem Teličkou, Petrem Ježkem, Alešem Novákem a Martinem Převrátilem.

## Charakteristika hnutí
Hnutí je proevropské, hájí principy liberální demokracie a prosazuje moderní ekonomiku. Prosazuje nezpochybnitelné ukotvení ČR v EU a NATO, na evropské úrovni se snaží o prohlubování vnitřního trhu, posilování hospodářské a finanční stability a bezpečnosti. Také chce prosazovat snížení byrokratické zátěže a posílení národní rozmanitosti.

## Historie
Hnutí Hlas vzniklo před volbami do Evropského parlamentu v květnu 2019 poté, co dva europoslanci hnutí ANO, Pavel Telička a Petr Ježek, s hnutím ukončili kvůli nesouhlasu s Andrejem Babišem spolupráci. Ve volbách však hnutí získalo jen 2,38 % hlasů, a do europarlamentu se tak nedostalo. Následně hnutí Hlas spolupracovalo s některými středopravicovými stranami během krajských voleb v říjnu roku 2020, zejména ve Středočeském a Olomouckém kraji. Hnutí získalo jednoho krajského zastupitele, Pavla Teličku, který kandidoval ve Středních Čechách v koalici s TOP 09 a Zelenými. V té době bylo zvažováno vytvoření široké středopravicové platformy ve spolupráci s TOP 09 a hnutím Hlas pro sněmovní volby v roce 2021, TOP 09 však nakonec upřednostnila jiné partnery. 
Hnutí dne 5. června 2021 konalo sněm, na kterém dal dosavadní předseda Pavel Telička svůj mandát předsedy k dispozici. Sněm zvolil nového předsedu Daniela Chlada.

## Vedení hnutí
- předseda – Daniel Chlad, ředitel v oboru logistiky, Karlovarský kraj
  - místopředseda – Michal Ruman, software engineer, Moravskoslezský kraj

## Aktivita hnutí ve volbách

### Volby do Evropského parlamentu v Česku 2019
Hnutí se zúčastnilo voleb do Evropského parlamentu v roce 2019. Obdrželo 56 449 hlasů (2,38 %), a nezískalo tak žádný mandát. Lídrem kandidátky byl Pavel Telička.

### Senátní volby 2020

#### Volební obvod č. 54 – Znojmo
Hnutí Hlas v senátním obvodu č. 54 – Znojmo podporovalo starostu Moravského Krumlova Mgr. Tomáše Třetinu, který byl ve 2. kole následně zvolen senátorem se ziskem 54,57 % hlasů.

#### Volební obvod č. 42 – Kolín
Ve volbách do Senátu v říjnu 2020 strana společně s TOP 09 a Zelenými podpořila místostarostu Českého Brodu Tomáše Klineckého v obvodu č. 42 – Kolín.

#### Volební obvod č. 18 – Příbram
Dalším podporovaným kandidátem byl bývalý místostarosta Příbrami, krajský a příbramský zastupitel Mgr. Václav Švenda za TOP 09, který kandidoval v senátním obvodu č. 18 – Příbram.

### Volby do zastupitelstev krajů 2020

#### Středočeský kraj
Hnutí v krajských volbách roku 2020 kandidovalo do Zastupitelstva Středočeského kraje spolu s TOP 09 a Zelenými jako „Spojenci pro Středočeský kraj“, přičemž uskupení obdrželo 5,89 % hlasů, což stačilo k získání 4 mandátů v Zastupitelstvu Středočeského kraje (z toho 1 mandát byl pro hnutí Hlas). Hnutí bylo následně součástí vládnoucí koalice ve Středočeském kraji, Pavel Telička byl zvolen předsedou zastupitelského klubu. Koncem ledna 2021 však Pavel Telička zastupitelský klub Spojenců opustil kvůli neshodám ohledně obsazení uvolněného místa radního pro kulturu a stal se nezařazeným zastupitelem.

### Volby do Poslanecké sněmovny Parlamentu ČR 2021
Předsednictvo hnutí HLAS v roce 2021 rozhodlo o neúčasti ve volbách do PSP ČR, nicméně se rozhodli stanovit 5 kritérií pro podporu jednotlivých kandidátů ze všech demokratických stran v jednotlivých krajích. V každém jednotlivém kraji HLAS podpořil jednoho kandidáta, který splňuje alespoň 4 z 5 stanovených kritérií. Zároveň podpořili 50 % žen, jelikož to odpovídá dlouhodobému stanovisku hnutí HLAS, které se zasazuje o větší zastoupení žen ve veřejných funkcích.
Z podpořených kandidátů získali poslanecký mandát 3 poslanci. Michal Zuna (TOP 09) v Hlavním městě Praha, Klára Kocmanová (Piráti) ve Středočeském kraji a Martina Lisová (TOP 09) na Vysočině.

### Komunální volby 2022
V komunálních volbách v roce 2022 kandidoval HLAS samostatně nebo v koalici se stranami či nezávislými kandidáty do 7 zastupitelstev. Konkrétně v Moravské Třebové, Mrákotíně, Praze 22, Příbrami, Kraslicích, Habartově a ve Třech Sekerách. V 6 případech se kandidátka do zastupitelstva dostala. V obci Tři Sekery byl zastupitelem zvolen předseda hnutí HLAS Daniel Chlad. Dne 19. října 2022 byl na ustavujícím zastupitelstvu obce zvolen starostou.

### Volby do Evropského parlamentu v Česku 2024
Hnutí kandidovalo ve volbách do Evropského parlamentu v roce 2024 pod rozšířeným názvem Hlas za uzákonění eutanázie (Hlas za rovnost žen, Hlas za bezpečnou a spolupracující Evropu!), lídrem kandidátky byl Milan Hamerský, předseda Spolku pro uzákonění eutanázie. Strana získala 0,21 % a do europarlamentu se nedostala.